# Шира (озеро)
Шира (рос. Шира) — мероміктне озеро, розташоване в північній частині Хакасії (Російська Федерація), в неглибокій, відкритій гірській западині. Площа озера — близько 35 квадратних кілометрів, максимальна глибина — 24 метри.

## Склад води
По складу озерна вода сульфатно-хлоридна, слаболужна, натрієво-калієва, з підвищеним вмістом магнію. Вміст солей по його площі неоднаковий. Найбільш високий в центральній частині озера, де він становить 18-20 грамів на літр води, біля берегів, особливо близькі від гирла річки Сон, вміст солей зазвичай на кілька грамів нижче. З глибиною мінералізація води повсюдно зростає, а в центральній частині Шира придонна товща являє собою вже розсоли.

## Географія
Розташоване озеро в неглибокій міжгірській западині в Північно-Мінусинській улоговині в 340-а км на північний захід від Красноярська, в 160-ти км на північний захід від Абакана, в 15-ти км на схід по автодорозі від станції Шира в однойменному селі Шира, центрі району. В 4-ох км на захід від озера знаходиться прісноводне озеро Иткуль, на 9 км північніше лежить найбільша мінеральна водойма Хакасії — озеро Белей.
Озеро має одну невелику річку, яка забезпечує приток, але не має відтоку, хоча географічно озеро знаходиться в басейні річки Єнісей.
Навколишні гори перевищують рівень озера на 150–250 метрів, однак вони здебільшого згладжені й спускаються до озера пологими кам’янистими схилами. Територія навколо озера переважно безліса та степова, за винятком західного берега, де на північних схилах деяких гір збереглися невеликі листяні та березові колки. Упродовж останніх двох десятиліть у долині озера значну увагу приділяють створенню штучних насаджень.
Береги озера складаються з піску, дрібного щебеню або гальки. Лише східний берег являє собою болотисту низину. Дно водойми спокійне, рівне, полого опускається до його центральної частини, де максимальна глибина становить трохи менше двадцяти двох метрів. Дно озера уступами підіймається до пологих піщаних берегів, внаслідок чого утворилися зручні пляжі.

## Історія відкриття
Вперше опис озера Шира зробив відомий мандрівник-академік Петер Паллас, який відвідував ці місця в 1770 і 1772 роках. Він писав, що «татари називають озеро Шира-Куль, воно трохи солонувате» і відгукнувся про нього, як про лікувальне. Назва походить від тюркського кореня «сара», тобто «жовтий».

## Туризм
Перші відпочиваючі з'явилися тут ще в 1873 році, коли дізналися, що місцеві жителі, періодично приймаючи ванни в озері, зцілювалися від недуг. Результати лікування виявилися хорошими, і популярність озера стала рости. З огляду на це, в 1891 році влада відкрила на озері курорт, перший в Єнісейській губернії.
Організатором першого курорту на озері був Захарій Цибульський, томський золотопромисловець.
За легендою Цибульський звернув увагу на те, що його собака, яка була випадково поранена ним на полюванні поблизу озера і залишена місцевому жителю помирати, купаючись в озері, залікувала рани і сама прибігла додому зовсім здоровою. Вирішивши перевірити, наскільки цілюща озерна вода, Цибульський спробував лікувати ваннами свій застарілий радикуліт і, дійсно, позбувся хвороби.
Після чудесного порятунку своєї собаки і власного лікування він за смішну навіть на ті часи ціну — 3 рублі в рік — взяв озеро в оренду, поставив юрти для житла і курінь для переодягання. Коли сюди потягнулися кінні екіпажі з курортниками, господар призначив плату — 1 рубль з людини за сезон, і це була серйозна сума. І справа пішла, курорт став приносити істотний прибуток. Чутки про цілющу силу мінеральної води озера швидко розійшлися, число хворих, які відвідували його, незважаючи на труднощі далекої дороги, стало збільшуватися.
У 1890 році, відповідно до закону Російської імперії про приналежність всіх мінеральних вод скарбниці, озеро було «націоналізовано», і намітилося будівництво лікувального центру.
Під озером є і підземні джерела, з яких видобувають мінеральну воду «Ширинська». На курорті влаштований бювет.

## Лікувальні властивості води
Мінеральна озерна вода аналогічна баталінській воді Кавказу і концентрація солей у ній становить 17-20 г/л. Вона покращує роботу підшлункової залози, водоростеві обгортання допомагають впоратися із захворюваннями шкіри і суглобів, а гормон фолікулін, розчинений в місцевих мулових грязях, сприяє боротьбі з безпліддям.
Починаючи з кінця XIX століття вивченням хімічного складу тутешніх мінеральних озер займалися професори Меллер, Є. В. Вернер, Е. А. Леман, Д. П. Турбаба. Саме вони науково визначили цілющі властивості води озера Шира.
Показання для лікування:
- захворювання органів травлення;
- захворювання периферичної нервової системи;
- захворювання сечостатевої системи;
- гінекологічні захворювання;
- захворювання кістково-м'язової системи та сполучної тканини;
- хвороби шкіри;
- глаукома.

Купання в озері Шира дозволяється з червня по серпень і проводиться зазвичай відповідно до приписів лікаря.